# Europejskie Centrum Edukacji Geologicznej
Europejskie Centrum Edukacji Geologicznej – ośrodek naukowo-badawczy Wydziału Geologii Uniwersytetu Warszawskiego, powstały w 2015 i mieszczący się we wnętrzu nieczynnego kamieniołomu Rzepka w Korzecku koło Chęcin. Otwarty dla gości z innych uczelni polskich i zagranicznych.

## Historia
Uniwersytet Warszawski zaczął organizować zajęcia terenowe dla swoich studentów w Górach Świętokrzyskich w latach 50. XX w. Kursy odbywały się m.in. na Górze Zamkowej, Zelejowej, Czerwonej Górze i Miedziance. W Bocheńcu, w budynkach powstałych głównie w latach 60., mieściła się stacja naukowa uczelni, do której studenci przyjeżdżali na praktyki, w ramach których poznawali historię gór i ich budowę, uczyli się rozpoznawania minerałów i skał, a także metod ustalania ich wieku, badali skamieniałości bezkręgowców, analizowali i tworzyli mapy geologiczne. Do Bocheńca przyjeżdżali też studenci z Niemiec i krajów bałtyckich, m.in. z Litwy. Po raz ostatni praktykanci zostali zakwaterowani w bocheńskim ośrodku w 2013.
W połowie października 2013 władze Uniwersytetu Warszawskiego podpisały z władzami województwa świętokrzyskiego umowę na budowę Europejskiego Centrum Edukacji Geologicznej. Lokalizację nowego ośrodka w nieczynnym kamieniołomie Rzepka w Korzecku zaproponowała gmina Chęciny. W czerwcu 2014 rozpoczęto budowę, a w październiku tego roku wmurowano kamień węgielny. Kosztująca 35,4 mln zł inwestycja w większości (28,5 mln zł) została sfinansowana z pieniędzy unijnych w ramach regionalnego programu operacyjnego województwa świętokrzyskiego. Europejskie Centrum Edukacji Geologicznej otwarto 19 października 2015. W otwarciu, podczas którego rozbito specjalnie przygotowane na tę okazję płyty kalcytowe (zamiast tradycyjnego przecięcia wstęgi), uczestniczyła m.in. minister nauki i szkolnictwa wyższego Lena Kolarska-Bobińska. Pierwszym kierownikiem ECEG był dr Piotr Ziółkowski.

## Edukacja
Wydział Geologii Uniwersytetu Warszawskiego prowadzi w ośrodku trzy kursy dla studentów:
- kurs geologii ogólnej (trwający trzy tygodnie)
- kurs kartowania geologicznego (trwający trzy tygodnie)
- zintegrowane obserwacje i pomiary środowiska przyrodniczego w Górach Świętokrzyskich (trwające sześć dni)

Ponadto w ECEG prowadzone są dla studentów studiów magisterskich i doktoranckich czterodniowe warsztaty z geologii strukturalnej, sedymentologii węglanów i sedymentologii klastyków.
W Europejskim Centrum Edukacji Geologicznej kursy terenowe odbywali m.in. studenci Wydziału Nauk o Ziemi Uniwersytetu Śląskiego w Katowicach, Wydziału Geologii i Geografii Uniwersytetu Wileńskiego, Uniwersytetu Łotwy, University of Hull i University of Houston.
Ośrodek prowadzi również zajęcia dla szkół oraz kursy dla firm i hobbystów.

## Kompleks

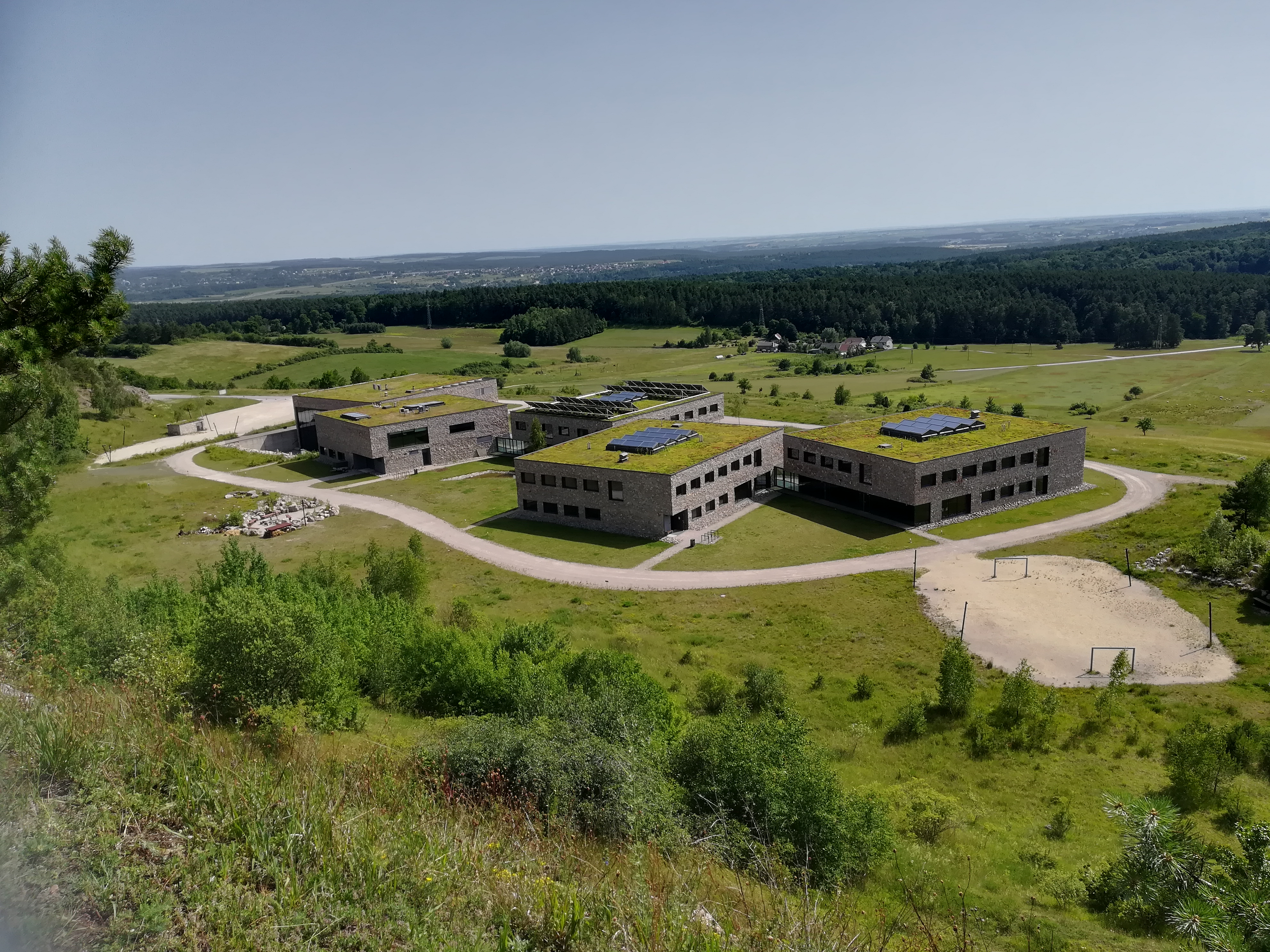
Panorama obiektu w widoku z góry

Europejskie Centrum Edukacji Geologicznej znajduje się w nieczynnym kamieniołomie w Korzecku, w pobliżu którego utworzono rezerwat przyrody nieożywionej Góra Rzepka, obejmując szczególną ochroną wychodnie skał dewońskich oraz ślady górnictwa kruszcowego. Kompleks ECEG składa się z pięciu dwukondygnacyjnych budynków o łącznej powierzchni ok. 6,5 tys. m² i w 90% zasilany jest z odnawialnych źródeł energii. Kompleks budynków został zaprojektowany przez polską pracownię WXCA
W budynku głównym (A) znajduje się osadzona w blokach skalnych sala audytoryjna dla 240 osób. W budynku laboratoryjnym-dydaktycznym (B) umieszczona jest 60-osobowa sala konferencyjna, która może zostać podzielona na trzy części. W budynku B znajdują się także pracownie dydaktyczne i sześć laboratoriów: geofizyczne; hydrogeochemiczne i hydrodynamiczne; kartowania geologicznego; komputerowe; mikroskopowe; przygotowania próbek geologicznych. W trzech pozostałych budynkach (C, D, E) utworzono 170 miejsc hotelowych dla kadry i gości ośrodka oraz studentów. Ponadto znajdują się w nich sale warsztatowe. Na terenie ośrodka funkcjonuje 50 miejsc parkingowych dla samochodów osobowych i cztery dla autokarów.
Europejskie Centrum Edukacji Geologicznej otrzymało tytuł najlepszego budynku użyteczności publicznej w Polsce w 2015 roku w konkursie European Property Awards. Zostało również nagrodzone Złotym Medalem w kategorii obiekty użyteczności publicznej w konkursie Świętokrzyska Budowla Roku 2015. W 2016 roku otrzymało nagrodę Eurobuild Awards in Architecture w kategorii „Proekologiczny obiekt sprzyjający komfortowi użytkowania”. W 2017 obiekt był nominowany do Nagrody Unii Europejskiej w konkursie architektury współczesnej im. Miesa van der Rohe.